# Skalrum
Skalrum är ett ramverk för representation av bilder på multipla skalor som utvecklats inom områdena datorseende och bildbehandling. Grundidén är att filtrera originalbilden med Gaussfunktioner av olika storlek så att strukturerna på olika skalor framhävs. I två dimensioner ges Gausskärnan av
{\displaystyle G(x,y;t)={\frac {1}{2\pi t}}e^{-(x^{2}+y^{2})/(2t)}}
där skalparametern {\displaystyle t} betecknar variansen.
Motiveringen till att använda skalrumsrepresentation som ett första förbehandlingssteg till ett seende system består i att verkliga data, till skillnad från ideala matematiska storheter som punkter och linjer, kan uppfattas på olika sätt beroende på den skala de betraktas på. Genom att Gaussfiltrera bilden före vidare bearbetning undertrycks bildstrukturer som är mindre än filterkärnans karaktäristiska storlek {\displaystyle \sigma ={\sqrt {t}}}. Vidare om man uttycker bilddeskriptorer i form av Gaussderivator, så kommer dessa bilddeskriptorer att få en bandpasskaraktär som framhäver bildstrukturer av motsvarande storlek. Ett seende datorsystem kan dock i allmänhet inte förväntas att i förväg känna till vilka skalor som är relevanta för en given uppgift. Den enda rimliga strategin för ett seende system som betraktar en okänd scen är därför att betrakta bildrepresentationer på alla skalor, vilket är en av grundförutsättningarna i skalrumsteorin.
Det visar sig att skalrumsrepresentation med dess associerade Gaussderivator kan användas som bas för att uttrycka en rad olika typer av såväl linjära som icke-linjära visuella operationer, såsom särdragsdetektion (exempelvis detektion av kanter, regioner, hörn och åsar), klassifikation, matchning inom stereo och följning samt objektigenkänning. Skalrumsrepresentation är därför såväl ett flexibelt och kraftigt som ett robust verktyg för datorseende, bildanalys och bildbehandling.
Genom att studera hur bildstrukturer utvecklas över skala kan man generera hypoteser om vilka skalor som är relevanta för vidare bearbetning. Speciellt genom maximera normaliserade derivator över skala kan man detektera skalinvarianta intressepunkter och använda sådan information till att styra vidare bearbetning.  Denna metodik har använts för att extrahera skalinvarianta intressepunkter för följning och matchning samt för att beräkna skalinvarianta bilddeskriptorer för objektigenkänning. 
Det finns stora likheter mellan skalrumsrepresentation, pyramider och vågelement. Det finns också nära kopplingar till biologiskt seende. En mer detaljerad beskrivning av ämnet med utförliga referenser finns på den engelskspråkiga Wikipedia-sidan scale-space.